# Māris Kučinskis
Māris Kučinskis (Valmiera, 28 novembre 1961) è un politico lettone, primo ministro della Lettonia dall'11 febbraio 2016 al 23 gennaio 2019.
Fu eletto deputato alla Saeima per la prima volta nel 2002 nelle file del Partito popolare, nella coalizione Per una buona Lettonia.
Ha poi aderito al piccolo partito locale di Liepāja, alleato dell'Unione dei Verdi e degli Agricoltori.
Il 13 gennaio 2016 il Presidente della Repubblica Raimonds Vējonis lo ha incaricato di sostituire la dimissionaria Laimdota Straujuma come primo ministro. Il suo governo ha ricevuto la fiducia della Saeima ed è entrato in carica l'11 febbraio 2016.